# هربرت فيتزيمونز
هربرت فيتزيمونز هو سياسي أسترالي، ولد في 25 نوفمبر 1898، وتوفي في 31 يناير 1970. انتخب عضو الجمعية التشريعية لنيو ساوث ويلز ‏ وانتخب عضو المجلس التشريعي لنيوساوث ويلز ‏.